# James Grundy
James Grundy   (Manchester, 14 de febrer de 1855 - 26 de gener de 1919) va ser un mestre d'escacs angloestatunidenc.

## Carrera d'escacs
Que se sàpiga, Grundy només va jugar en un torneig d'escacs de cert nivell. No obstant això, el seu resultat en aquell torneig va ser excel·lent. En el cinquè American Chess Congress, un doble round robin celebrat a la ciutat de Nova York el gener de 1880, Grundy hi va empatar al primer lloc amb George Henry Mackenzie, amb 13½/18 cadascú.

## Partida notable
En la següent partida, Grundy va vèncer George Henry Mackenzie, un dels jugadors nord-americans més forts de la seva època:
Grundy-Mackenzie, cinquè American Chess Congress, Nova York 1880

1.e4 e5 2.Cf3 Cc6 3.Ab5 a6 4.Aa4 Cf6 5.d3 b5 6.Ab3 Ac5 7.O-O d6 8.c3 Ag4 9.Ae3 O-O 10.Cbd2 Dd7 11.Te1 Tad8 12.Ac2 Axe3 13.fxe3 Ce7 14.a4 c6 15.De2 Ta8 16.Df2 Cg6 17.h3 Axf3 18.Cxf3 h6 19.Ted1 De7 20.Cd2 Ch7 21.Cf1 Ch4 22.Cg3 g6 23.d4 Tad8 24.axb5 axb5 25.Ta6 c5 26.Tda1 b4 27.Ta7 Td7 28.Txd7 Dxd7 29.Cf5 Cxf5 30.exf5 bxc3 31.bxc3 cxd4 32.exd4 exd4 33.fxg6 fxg6 34.Dxd4 De6 35.Ta6 Tf6 36.Ae4 Rg7 37.Ta7+ Rh8 38.Ta8+ Rg7 39.Ad5 De1+ 40.Rh2 h5 41.Ta7+ Rh6 42.Txh7+ Rxh7 43.Dxf6 h4 44.Df7+ Rh6 45.Df4+ Rh7 46.c4 1–0